# New queer cinema
El New Queer Cinema, en ocasiones denominado Queer New Wave, es un movimiento cinematográfico nacido dentro del cine independiente de Estados Unidos a principios de los años 90. Los directores de este movimiento se caracterizaron por su aproximación a la cultura queer y su cine pretendía ser un revulsivo frente a las películas que buscaban dar imágenes edulcoradas de la homosexualidad, tales como Maurice (James Ivory, 1987), The Wedding Banquet (Ang Lee, 1993) o Philadelphia (Jonathan Demme, 1993).

## Definición

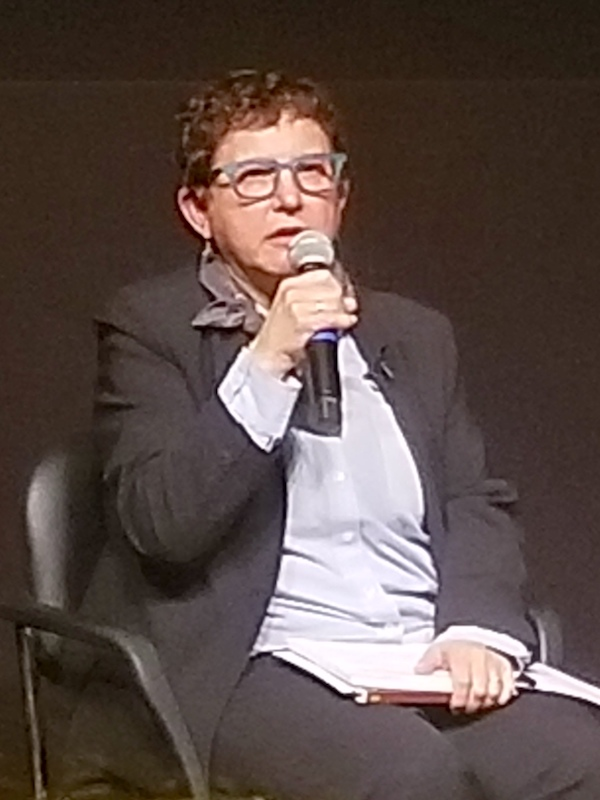
La periodista y crítica B. Ruby Rich

La expresión "New Queer Cinema" fue utilizada por primera vez por la periodista B. Rudy Rich en un artículo publicado en 1992 en la revista británica Sight & Sound. En dicho artículo se analizaba la numerosa presencia de películas con temática homosexual en los festivales de cine del año anterior. Algunos de estos films fueron Young Soul Rebels (Isaac Julien, 1991), Poison (Todd Haynes, 1990) y Swoon (Tom Kalin, 1992).
El término se desarrolló a partir del uso de la palabra Queer en escritos académicos de las décadas de 1980 y 1990 como una forma inclusiva de describir la identidad y experiencia de gais, lesbianas, bisexuales y transgénero, y también definir una forma de sexualidad que era fluida y subversiva de las interpretaciones tradicionales. El principal estudio cinematográfico que impulsó estas temáticas fue New Line Cinema. Desde 1992 el New Queer Cinema también ha sido abordado como tema de estudio por otros académicos y se ha empleado para describir otras películas estrenadas desde la década de 1990. Las películas del movimiento suelen compartir ciertos temas, como el rechazo a la heteronormatividad o mostrar historias cuyos protagonistas LGBT viven al margen de la sociedad.

## Historia

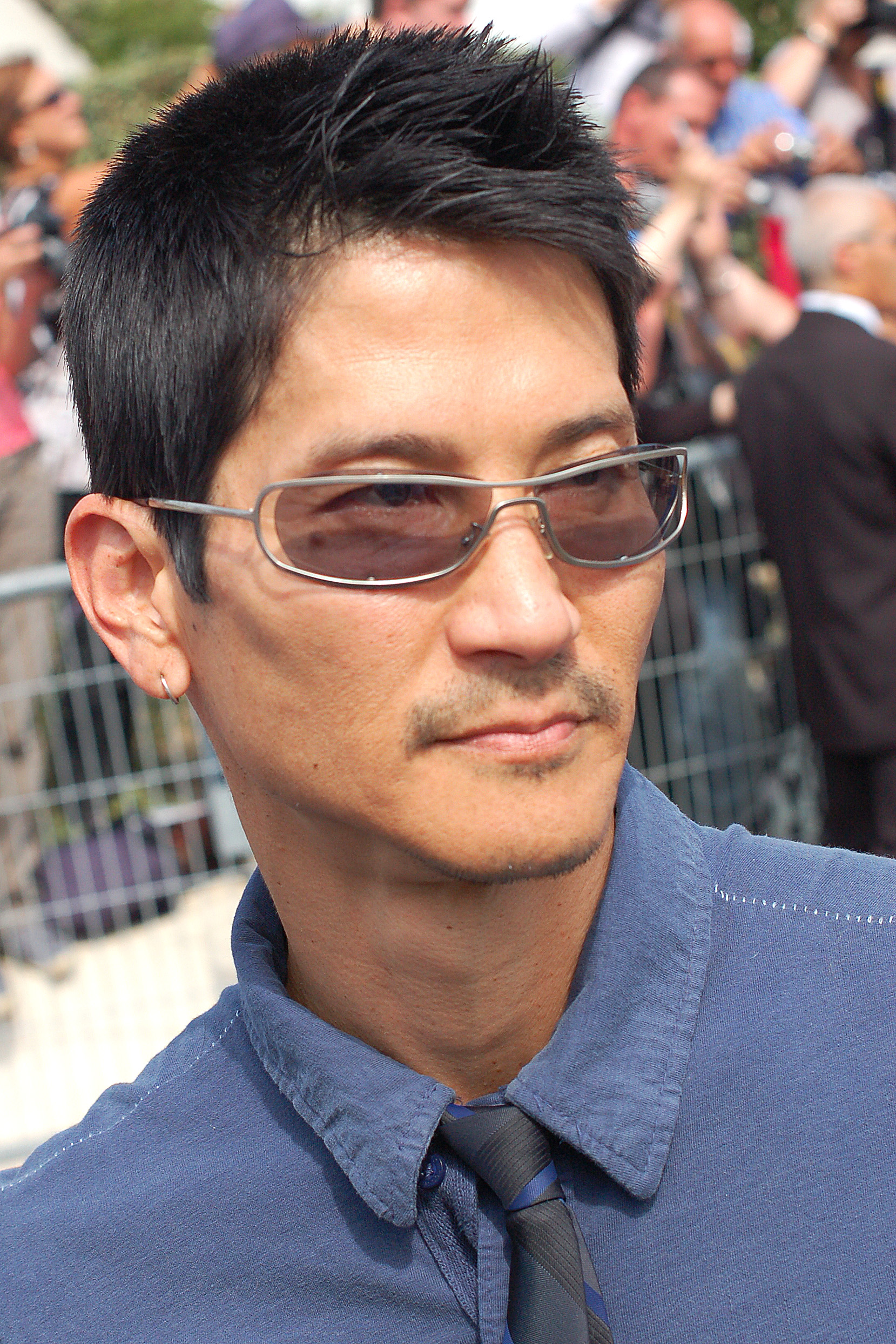
El director Gregg Araki

### Cine Queer
En la sección "Queer cinema" del libro Cinema Studies: The Key Concepts escrito por Susan Haywart la autora propone la existencia de una corriente, a la que se puede denominar cine Queer, previa al advenimiento del New Queer Cinema. Los primeros antecedentes serían algunas películas de creadores franceses como Jean Cocteau (Le sang d'un poète, 1932) o Jean Genet (Un chant d'amour, 1950). Este cine Queer se caracterizaría por su asociación con el cine alternativo, underground y vinculadas al vanguardismo como, por ejemplo, las películas realizadas por Andy Warhol en la década de 1960 (The Loves of Ondine).
Entre otros antecedentes también se reseñan directoras lesbianas de trayectoria destacable como Ulrike Ottinger (Bildnis einer Trinkerin, 1979), Chantal Akerman (Jeanne Dielman, 23 quai du Commerce, 1080 Bruxelles, 1975) y Pratibha Parmar (Sari Red, 1988). Otro de los ejemplos que Haywart destaca es la filmografía del director alemán Rainer Werner Fassbinder quien, durante las décadas de 1970 y 1980, mostró en diferentes películas "una sensibilidad gay y queer" como en Querelle (basada en la novela homónima de Jean Genet estrenada en 1982).
Figura aparte representa Rosa von Praunheim quien desde finales de la década de 1960 realizó más de 100 películas con temática queer, muchos de los cuales se proyectaron y calificaron por la crítica internacional. Ello le valió a von Praunheim la consideración internacional de icono del cine Queer y parte de su filmografía se presenta como piedra básica del cine queer (como Nicht der Homosexuelle ist pervers, sondern die Situation, in der er lebt, 1971). El director brasileño Héctor Babenco, responsable de El beso de la mujer araña (adaptación de la novela de Manuel Puig estrenada en 1985), trató en su filmografía temas como las relaciones donde la opresión política, social y sexual son claves, temas que posteriormente el New Queer Cinema abordó con profusión.
Haywart defiende que la denominación "cine Queer" probablemente surgió a mediados de la década de 1980 a través de la influencia de la teoría Queer, que apunta a "desafiar e impulsar nuevos debates sobre género y sexualidad" desarrollados por la teoría feminista y confrontar con la limitación de los "esencialismos binarios en torno al género y la identidad sexual" y representan la confusión de estos roles e identidades. Los cineastas queer a veces hacían películas de géneros considerados convencionales para luego subvertir sus convenciones al representar la "cuestión del placer" y celebrar el exceso, o al volver a agregar temas homosexuales o elementos históricos que habían sido eliminados previamente (por ejemplo en la película histórica de Derek Jarman Eduardo II 1991). Los cineastas queer pidieron una "multiplicidad de voces y sexualidades" e igualmente tenían una "colección de estéticas diferentes" en su trabajo. La cuestión de la "invisibilidad lesbiana" se había planteado en el cine queer, ya que se destinaban más fondos a cineastas homosexuales que a directoras lesbianas, como es el caso de la industria cinematográfica heterosexual convencional y, como tal, gran parte del cine queer se centraba en la "invisibilidad lesbiana frente a la construcción del deseo masculino".

### New Queer Cinema
Ya en Estados Unidos surge una generación de cineastas que destacó por el carácter radical de sus películas y por su forma de tratar las identidades sexuales, que desafiaban tanto el statu quo heterosexual, como la promoción de imágenes positivas de la homosexualidad que reivindicaba el movimiento LGBT. Estos directores no pretendían hacer un cine de buenos y malos o que sus personajes dieran buen ejemplo de la homosexualidad, sino poder reflejar la diferencia sexual sin autocensura y alejarse de las convenciones heterosexuales aplicadas al cine gay.
Una de las causas del carácter rebelde de estos realizadores fue que comenzaron a dirigir películas cuando la comunidad gay todavía estaba conmocionada por el impacto del sida y el neoconservadurismo promovido por Ronald Reagan, George H.W. Bush y Margaret Thatcher aún estaba vigente.
También contaron con productoras propias como Killer Films, dirigida por Christine Vachon, que produjo los debuts de Haynes y Kalin y la posterior Boys Don't Cry (Kimberly Peirce, 1999). Otra productora cinematográfica destacable es Andrea Sperling, quien produjo The Hours and the Times y todas las películas de Gregg Araki; actualmente produce entre otros, los films de la directora Jamie Babbit como But I'm a Cheerleader (1999).

## Directores y películas destacables
- Gus Van Sant: Mala Noche, Mi Idaho privado, Ellas también se deprimen
- Rose Troche: Go Fish
- Todd Haynes: Poison, Safe, Dottie Gets Spanked, Velvet Goldmine, Far from Heaven, I'm not there.
- Christopher Munch: The Hours and Times
- Gregg Araki: The Living End, The Doom Generation, Mysterious Skin
- Tom Kalin: Swoon
- Derek Jarman: Eduardo II, Caravaggio, Wittgenstein.
- Bruce LaBruce: No Skin Off My Ass
- Scott Coane: Shaving Ryan's Privates
- Bill Sherwood: Parting Glances

## Influencia posterior
Con la excepción de Gregg Araki, quien sigue fiel al estilo de sus primeras películas, los realizadores del New Queer Cinema dejaron de hacer cine o ampliaron y suavizaron su discurso, como es el caso de Gus Van Sant o Todd Haynes. Pero la influencia del movimiento se puede rastrar en otros directores posteriores como John Cameron Mitchell o en películas como Johns (Scott Silver, 1996), The Fluffer (Richard Glatzer y Wash West, 2001) o Weekend (Andrew Haigh, 2011).